# Чэнь Цзыцзе
Чэнь Цзыцзе́ (кит. упр. 陈子介, пиньинь Chén Zǐjiè, 24 декабря 1989, Сиань) — китайский футболист, вингер и нападающий клуба «Хунань Биллоуз» и сборной Китая по футболу.

## Биография

### Клубная карьера
Чэнь Цзыцзе начинал свою футбольную карьеру в молодёжном составе команды «Шэньси Голи», затем в 2007 году попал в молодёжный состав «Шэньси Баожун» после банкротства «Шэньси Голи». В 2008 году выступал за клуб Второй лиги Китая «Шэньси Стар». В 2009 году благодаря Чэну Яодуну был переведён в основной состав «Шэньси Баожун», однако, не сыграл ни одного матча в сезоне 2009.
Два года спустя Чэнь был арендован клубом Первой лиги «Шанхай Истэйша». В сезоне Первой лиги 2012 года помог команде занять первое место в чемпионате и выйти в Суперлигу, проведя в её составе 25 матчей и забив 3 гола. После сезона 2012 Чэнь вернулся в Гуйчжоу, но в июле 2013 года вновь был отдан в аренду.
7 февраля 2015 года подписал четырёхлетний контракт с клубом «Хунань Биллоуз».

### Карьера в сборной
Дебют Цзыцзе в национальной сборной Китая состоялся 18 июня 2014 года в матче против сборной Македонии.

## Награды и достижения

### Командные

#### Шанхай Теллэйс
- Победитель Первой лиги Китая по футболу: 2012

#### Гуйчжоу Жэньхэ
- Обладатель Суперкубка Китайской футбольной ассоциации: 2014